# Municipio de Elim
El municipio de Elim (en inglés: Elim Township) es un municipio ubicado en el condado de Custer en el estado estadounidense de Nebraska. En el año 2010 tenía una población de 133 habitantes y una densidad poblacional de 0,47 personas por km².

## Geografía
El municipio de Elim se encuentra ubicado en las coordenadas 41°15′6″N 100°8′20″O / 41.25167, -100.13889. Según la Oficina del Censo de los Estados Unidos, el municipio tiene una superficie total de 281.39 km², de la cual 281,39 km² corresponden a tierra firme y (0 %) 0 km² es agua.

## Demografía
Según el censo de 2010, había 133 personas residiendo en el municipio de Elim. La densidad de población era de 0,47 hab./km². De los 133 habitantes, el municipio de Elim estaba compuesto por el 99,25 % blancos y el 0,75 % eran de una mezcla de razas. Del total de la población el 0 % eran hispanos o latinos de cualquier raza.